# Einzelberg
Einzelberg ist ein Gemeindeteil von Meeder im oberfränkischen Landkreis Coburg.

## Geographie
Der Weiler liegt etwa neun Kilometer nordwestlich von Coburg am Südhang der Langen Berge an der Hochstraße, die Ottowind mit Moggenbrunn verbindet. Östlich von Einzelberg liegt die Bundesautobahn 73, an der die Tank- und Rastanlage „Lange Berge“ entstehen soll.

## Geschichte
Einzelberg wurde 1129 erstmals urkundlich als „Etzelsberg“ genannt.
Anfang des 14. Jahrhunderts lag Einzelberg im Herrschaftsbereich der Grafschaft Henneberg. 1353 kam der Ort mit dem Coburger Land im Erbgang zu den Wettinern und war somit ab 1485 Teil des Kurfürstentums Sachsen, aus dem später das Herzogtum Sachsen-Coburg hervorging.
Im Jahr 1869 erfolgte die Vereinigung mit dem benachbarten, 0,7 Kilometer entfernten Dorf Drossenhausen.
1925 zählte Einzelberg 34 Einwohner und 4 Wohnhäuser. 1987 hatte der Weiler 17 Einwohner und 3 Wohnhäuser. Einzelberg gehört zum evangelisch-lutherischen Kirchensprengel von Meeder.
Am 1. Juli 1971 wurde die Gemeinde Drossenhausen mit seinem Gemeindeteil Einzelberg nach Meeder eingemeindet.

## Einwohnerentwicklung
| Jahr | Einwohnerzahl |
| ---- | ------------- |
| 1793 | 20            |
| 1837 | 34            |
| 1925 | 34            |
| 1950 | 48            |
| 1970 | 16            |
| 1987 | 17            |